# Dactylospora parellaria
Dactylospora parellaria är en lavart som först beskrevs av William Nylander och som fick sitt nu gällande namn av Johann Franz Xaver Arnold 1877. 
Dactylospora parellaria ingår i släktet Dactylospora och familjen Dactylosporaceae. Arten är reproducerande i Sverige. Inga underarter finns listade i Catalogue of Life.